# Ian McCartney

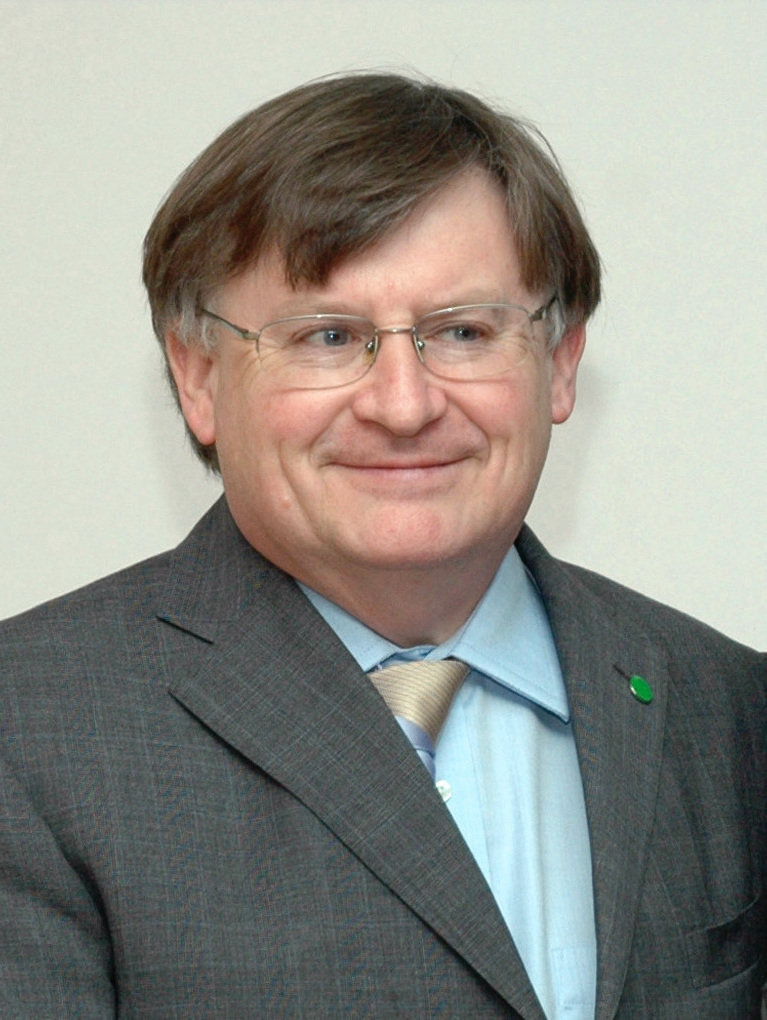
Ian McCartney, 2006

Sir Ian McCartney (* 25. April 1951 in Kirkintilloch, East Dunbartonshire, Schottland) ist ein ehemaliger britischer Labour-Abgeordneter.

## Leben
Von 1987 bis 2010 gehörte er dem britischen Unterhaus als Abgeordneter für den Wahlbezirk Makerfield (Wigan in Manchester) an. Unter dem Premierminister Tony Blair war er von 1997 bis 2007 war er Staatssekretär (Minister of State) in verschiedenen Ressorts. So war er beteiligt, als 1999 der britische Mindestlohn (National Minimum Wage) eingeführt wurde. Von 2003 bis 2006 war er auch Vorsitzender (Chairman) der Labour Party.
Beim Amtsantritt des Premierministers Gordon Brown 2007 schied er aus dem Kabinett aus. Zur Unterhauswahl im April 2010 trat er nicht mehr an und schied aus dem Parlament aus. Der abgewählte Premierminister Brown nominierte McCartney kurz darauf im Rahmen der Dissolution Honours List 2010 für einen Ritterschlag. McCartney wurde daraufhin am 28. Mai 2010 von Königin Elizabeth II. als Knight Bachelor („Sir“) geadelt.
Aus seiner 1992 geschlossenen und 1998 geschiedenen Ehe mit Angaharad Hope Lewes (* 1972), hat er einen Sohn und eine Tochter.